# Кузнецов, Сергей Алексеевич (металлург)
Серге́й Алексеевич Кузнецо́в (род. 21 февраля 1954, Сталинск, Западно-Сибирский край, РСФСР, СССР)  — директор Кузнецкого металлургического комбината в 1998 — 1999 годах, доктор технических наук, профессор. Генеральный директор Торэкс-Хабаровск (Амурметалл) с 2017 года.

## Биография
Сергей Алексеевич Кузнецов родился 21 февраля 1954 году в Сталинске в семье будущего директора Кузнецкого металлургического комбината Кузнецова Алексея Фёдоровича. 
В 1976 году окончил СибГИУ. Обучался в аспирантуре Ростовского политехнического института. С 1980 по 1990 год работал доцентом на ВТУЗ-Зиле. В 1996 году получил степень доктора технических наук, защитив диссертацию на тему: "Совершенствование технологических процессов обработки металлов давлением на основе лагранжевого описания с энергетическими мерами локальных деформаций и метода конечных элементов".
С 1994 работал на КМК заместителем директора. В июле 1998 года стал внешним управляющим — генеральным директором Кузнецкого металлургического комбината. В ноябре 1999 года был отстранен от должности и арестован.
С 2005 по 2006 год возглавлял комитет по имуществу Тверской области. 
С 2006 по 2007 год работал на Амурметалле. 
С 2007 по 2009 год работал на Ижорских заводах.
С 2009 по 2012 год работал на Уралмашзаводе. 
С 2013 по 2015 год возглавлял Энергомаш-Чехов.
С 2017 года возглавляет компанию Торэкс-Хабаровск (управляет Амурметаллом). 
В 2019 году избран в Законодательную Думу Хабаровского края по Судостроительному округу. Был поддержан ЛДПР.
27 февраля 2020 года ушел в отставку с поста генерального директора Амурстали.
В июле 2020 года был арестован по обвинению в мошенничестве.
В апреле 2021 года вышел из СИЗО.

## Семья
Отец — Алексей Кузнецов (1928—1995), кандидат технических наук, Герой Социалистического Труда. 
Сергей имеет двоих детей.